# Churchills
Churchills lub Churchill’s – izraelski rockowy zespół muzyczny działający od 1965 do 1972 r., początkowo pod nazwą Churchill’s Hermits (do 1967 r.), a potem jako Jericho Jones (1971 r.) i Jericho (od 1972 r.).
Początki zespołu sięgają 1965 r., kiedy basista Miki Gabrielov, wokalista Selvin Lifshitz, gitarzysta Yitzchak Klepter i perkusista Ami Treibich utworzyli zespół Churchill’s Hermits grający utwory The Beatles i The Shadows. Nazwa grupy powstała poprzez połączenie hebrajskich słów Ha Chir Shar Eil (wym. chercaiels), które znaczą Pieśń Boga. Zespół występował w nocnych klubach w Ramli, ale zerwano z nimi współpracę, gdy na jaw wyszło, że muzycy są niepełnoletni.
Zespół przeniósł się do Tel Awiwu, gdzie otrzymał angaż w popularnym klubie HaMasger. Od tego czasu grał w nim okresowo gitarzysta Haiym Romano, a w 1967 roku stał się jego stałym członkiem, ponieważ Yitzchak Klepter i Selvin Lifschnitz zostali powołani do izraelskiej armii. Wkrótce potem do grupy dołączył kanadyjski wokalista Stan Solomon z The Saints, który polecił brytyjskiego gitarzystę i wokalistę Robba Huxleya z The Tornados, a zespół przyjął nazwę Churchills (także Churchill’s). 
Huxley i Solomon przedstawili pozostałym członkom zespołu twórczość takich artystów jak The Doors, Vanilla Fudge i Jimi Hendrix i tym samym nadali grupie nowe brzmienie, porzucając muzykę pop na rzecz psychodelicznego rocka, którego do tej pory w Izraelu nie grał żaden zespół. Pomimo braku innych rockowych grup i początkowego braku odbiorców, grupa zaczęła zyskiwać na popularności i gromadzić na koncertach wielu słuchaczy.
W tym okresie zespół nawiązał współpracę z Arikiem Einsteinem, który zaprosił Churchills do pracy nad albumem Poozy (1969 r.), stanowiącym pierwszy rockowy album nagrany w języku hebrajskim. Ta współpraca zwróciła uwagę francuskiego reżysera Jacques’a Katmora, który zlecił zespołowi stworzenie ścieżki dźwiękowej do filmu A Woman’s Case (hebr. „Mikreh Isha”).
W następnych tygodniach zespół odbył tourneé po Skandynawii jako support dla Deep Purple, a po powrocie do Izraela pod koniec 1968 r. nagrał album Churchill’s i zapowiadający go singiel Too Much In Love To Hear/Talk To Me. Płyta została wydana w ilości 500 lub 800 egzemplarzy i w późniejszych latach stała się poszukiwanym towarem kolekcjonerskim. Za sprawą tego albumu zespół był porównywany do Led Zeppelin.
W 1969 r. Stan Solomon opuścił grupę i wyjechał do Kanady, a Huxley został wokalistą. W następnym okresie Churchills nagrali kolejne trzy albumy z solistą Arikiem Einsteinem, a Gabrielov i Huxley stali się głównymi kompozytorami Einsteina. Wraz z Einsteinem grupa wystąpiła w izraelskiej wersji utworu Give Peace A Chance. Noam Sharif i dyrygent Zubin Mehta z Israel Philharmonic Orchestra zaangażowali zespół do interpretacji utworów Jana Sebastiana Bacha. Rezultat tej współpracy ukazał się na EP Churchill Sebastian Bach.
W 1970 r. do grupy dołączył Danny Shoshan jako nowy wokalista, z którym wydano szybko dwa single She's A Woman (cover The Beatles) i Living Loving Maid (cover Led Zeppelin). W 1971 r. zespół przeniósł się do Londynu, gdzie nagrał album Junkies, Monkeys, and Donkeys, jednak w obawie przed reakcją brytyjskiej publiczności na nazwę kojarzącą się Winstonem Churchillem grupa zmieniła ją na Jericho Jones. W następnym roku zespół skrócił nazwę do Jericho i wydał nowy album zatytułowany Jericho, który stylistycznie był zbliżony do twórczości King Crimson.
Kolejne albumy sprzedawały się słabo, w efekcie czego Gabrielov i Treibich opuścili zespół i wrócili do Izraela, a zastąpili ich Shoshan na gitarze basowej oraz nowy perkusista, Brytyjczyk Chris Perry. Grupa przeżywała wówczas kryzys, związany m.in. problemami twórczymi, ponadto zespół usiłował w tym czasie nawiązać współpracę z menadżerem Led Zeppelin Peterem Grantem, jednak dotychczasowy menadżer żądał zbyt wysokiego odstępnego. Po tym zdarzeniu Perry odszedł i na krótko zastąpił go Ritchie Dharma, jednak nie powstrzymało to rozpadu grupy, która zaczęła wyprzedawać sprzęt, by jej członkowie mogli się utrzymać.
Końcem grupy było odejście Huxleya, który przypadkiem spotkał Solomona i przyjął od niego ofertę pracy w oddziale rodzinnej firmy w Miami. Później jedynie w 2002 r. Romano, Huxley, Treibich, Shoshan, Klepter i Lifshitz wystąpili wspólnie w Izraelu na uroczystości ku czci Gabrielova.